# Valencia Open
Valencia Open je bývalý profesionální tenisový turnaj mužů, který se každoročně hrál ve španělské Valencii. V rámci okruhu ATP Tour se v sezóně 2015 řadil do kategorie ATP World Tour 250, kam klesl z úrovně ATP 500.
V letech 2004–2008 nesl turnaj název Open de Tenis Comunidad Valenciana a v sezónách 2009–2014 pak Valencia Open 500, což odráželo jeho příslušnost ke kategorii ATP 500.

## Historie
Turnaj se konal v komplexu Ciutat de les Arts i les Ciències, konkrétně v hale Ágora, kde byly položeny dvorce s tvrdým povrchem. V období 2009–2015 probíhal v říjnovém či raně listopadovém termínu, jako jedna z posledních událostí mužské tenisové sezóny.
Turnaj byl založen v roce 1995 ve Valencii. Hrál se v oddíle Club de Tenis de Valencia na otevřených antukových dvorcích. Následně vystřídal několik dějišť, když se v letech 1996–1997 přestěhoval do Marbelly a v období 1998–2002 probíhal na Mallorce. V sezóně 2003 se pořadatelství ujala opět Valencie.
Soutěže dvouhry se v sezóně 2015 účastnílo dvacet osm tenistů a do čtyřhry nastupovalo šestnáct párů. Na nejvyšší počet, tři singlové tituly, dosáhl Španěl David Ferrer. V kalendáři ATP Tour jej od sezóny 2016 nahradil European Open v belgických Antverpách, jenž se stal akvizicí skupiny Tennium. Její zakladatel a výkonný ředitel, ghentský podnikatel Kristoff Puelinckx, odkoupil práva na pořádání turnaje z Valencie.

## Vývoj názvu turnaje
- 1995: Torneo de Tenis Comunidad de Valencia Lois Open
- 1996–1997: Marbella Open
- 1998–2002: Majorca Open
- 2003: CAM Open Comunidad Valenciana presented by Onofre
- 2004–2008: Open de Tenis Comunidad Valenciana
- 2009–2014: Valencia Open 500
- 2015: Valencia Open

## Kategorie a povrch
| Kategorie                | povrch         | měsíc        | období    |
| ------------------------ | -------------- | ------------ | --------- |
| ATP World Series         | antuka / venku | září         | 1995–1999 |
| ATP International Series | antuka / venku | září / duben | 2000–2008 |
| ATP World Tour 500       | tvrdý / hala   | říjen        | 2009–2014 |
| ATP World Tour 250       | tvrdý / hala   | říjen        | 2015      |

## Finále

### Dvouhra
| Místo    | rok                 | vítěz               | finalista             | výsledek                 |
| -------- | ------------------- | ------------------- | --------------------- | ------------------------ |
| Valencie | 2015                | João Sousa          | Roberto Bautista Agut | 3–6, 6–3, 6–4            |
| Valencie | 2014                | Andy Murray         | Tommy Robredo         | 3–6, 7–6(9–7), 7–6(10–8) |
| Valencie | 2013                | Michail Južnyj      | David Ferrer          | 6–3, 7–5                 |
| Valencie | 2012                | David Ferrer        | Alexandr Dolgopolov   | 6–1, 3–6, 6–4            |
| Valencie | 2011                | Marcel Granollers   | Juan Mónaco           | 6–2, 4–6, 7–6(7–3)       |
| Valencie | 2010                | David Ferrer        | Marcel Granollers     | 7–5, 6–3                 |
| Valencie | 2009                | Andy Murray         | Michail Južnyj        | 6–3, 6–2                 |
| Valencie | 2008                | David Ferrer        | Nicolás Almagro       | 4–6, 6–2, 7–6(7–2)       |
| Valencie | 2007                | Nicolás Almagro     | Potito Starace        | 4–6, 6–2, 6–1            |
| Valencie | 2006                | Nicolás Almagro     | Gilles Simon          | 6–2, 6–3                 |
| Valencie | 2005                | Igor Andrejev       | David Ferrer          | 3–6, 7–5, 6–3            |
| Valencie | 2004                | Fernando Verdasco   | Albert Montañés       | 7–6(7–5), 6–3            |
| Valencie | 2003                | Juan Carlos Ferrero | Christophe Rochus     | 6–2, 6–4                 |
| Mallorca |                     |                     |                       |                          |
| 2002     | Gastón Gaudio       | Jarkko Nieminen     | 6–2, 6–3              |                          |
| 2001     | Alberto Martín      | Guillermo Coria     | 6–3, 3–6, 6–2         |                          |
| 2000     | Marat Safin         | Mikael Tillström    | 6–4, 6–3              |                          |
| 1999     | Juan Carlos Ferrero | Àlex Corretja       | 2–6, 7–5, 6–3         |                          |
| 1998     | Gustavo Kuerten     | Carlos Moyà         | 6–7(5–7), 6–2, 6–3    |                          |
| Marbella |                     |                     |                       |                          |
| 1997     | Albert Costa        | Alberto Berasategui | 6–3, 6–2              |                          |
| 1996     | Marc-Kevin Goellner | Àlex Corretja       | 7–6(7–4), 7–6(7–2)    |                          |
| Valencie |                     |                     |                       |                          |
| 1995     | Sjeng Schalken      | Gilbert Schaller    | 6–4, 6–2              |                          |

### Čtyřhra
| Místo    | rok                              | vítězové                           | finalisté                       | výsledek                    |
| -------- | -------------------------------- | ---------------------------------- | ------------------------------- | --------------------------- |
| Valencie | 2015                             | Eric Butorac Scott Lipsky          | Feliciano López Max Mirnyj      | 7–6(7–4), 6–3               |
| Valencie | 2014                             | Jean-Julien Rojer Horia Tecău      | Kevin Anderson Jérémy Chardy    | 6–4, 6–2                    |
| Valencie | 2013                             | Alexander Peya Bruno Soares        | Bob Bryan Mike Bryan            | 7–6(7–3), 6–7(1–7), [13–11] |
| Valencie | 2012                             | Alexander Peya Bruno Soares        | David Marrero Fernando Verdasco | 6–3, 6–2                    |
| Valencie | 2011                             | Bob Bryan Mike Bryan               | Eric Butorac Jean-Julien Rojer  | 6–4, 7–6(11–9)              |
| Valencie | 2010                             | Andy Murray Jamie Murray           | Maheš Bhúpatí Max Mirnyj        | 7–6(8–10), 5–7, [10–7]      |
| Valencie | 2009                             | František Čermák Michal Mertiňák   | Marcel Granollers Tommy Robredo | 6–4, 6–3                    |
| Valencie | 2008                             | Máximo González Juan Mónaco        | Travis Parrott Filip Polášek    | 7–5, 7–5                    |
| Valencie | 2007                             | Wesley Moodie Todd Perry           | Yves Allegro Sebastián Prieto   | 7–5, 7–5                    |
| Valencie | 2006                             | David Škoch Tomáš Zíb              | Lukáš Dlouhý Pavel Vízner       | 6–4, 6–3                    |
| Valencie | 2005                             | Fernando González Martín Rodríguez | Lucas Arnold Ker Mariano Hood   | 6–4, 6–4                    |
| Valencie | 2004                             | Gaston Etlis Martín Rodríguez      | Feliciano López Marc López      | 7–5, 7–6(7–5)               |
| Valencie | 2003                             | Lucas Arnold Ker Mariano Hood      | Brian MacPhie Nenad Zimonjić    | 6–1, 6–7(7–9), 6–4          |
| Mallorca |                                  |                                    |                                 |                             |
| 2002     | Maheš Bhúpatí Leander Paes       | Julian Knowle Michael Kohlmann     | 6–2, 6–4                        |                             |
| 2001     | Donald Johnson Jared Palmer      | Feliciano López Francisco Roig     | 7–5, 6–3                        |                             |
| 2000     | Michaël Llodra Diego Nargiso     | Alberto Martín Fernando Vicente    | 7–6(7–2), 7–6(7–3)              |                             |
| 1999     | Lucas Arnold Ker Tomas Carbonell | Alberto Berasategui Francisco Roig | 6–1, 6–4                        |                             |
| 1998     | Pablo Albano Daniel Orsanic      | Jiří Novák David Rikl              | 7–6(11–9), 6–3                  |                             |
| Marbella |                                  |                                    |                                 |                             |
| 1997     | Karim Alami Julián Alonso        | Alberto Berasategui Jordi Burillo  | 4–6, 6–3, 6–0                   |                             |
| 1996     | Andrew Kratzmann Jack Waite      | Pablo Albano Lucas Arnold Ker      | 6–7, 6–3, 6–4                   |                             |
| Valencie |                                  |                                    |                                 |                             |
| 1995     | Tomas Carbonell Francisco Roig   | Tom Kempers Jack Waite             | 7–5, 6–3                        |                             |

## Galerie

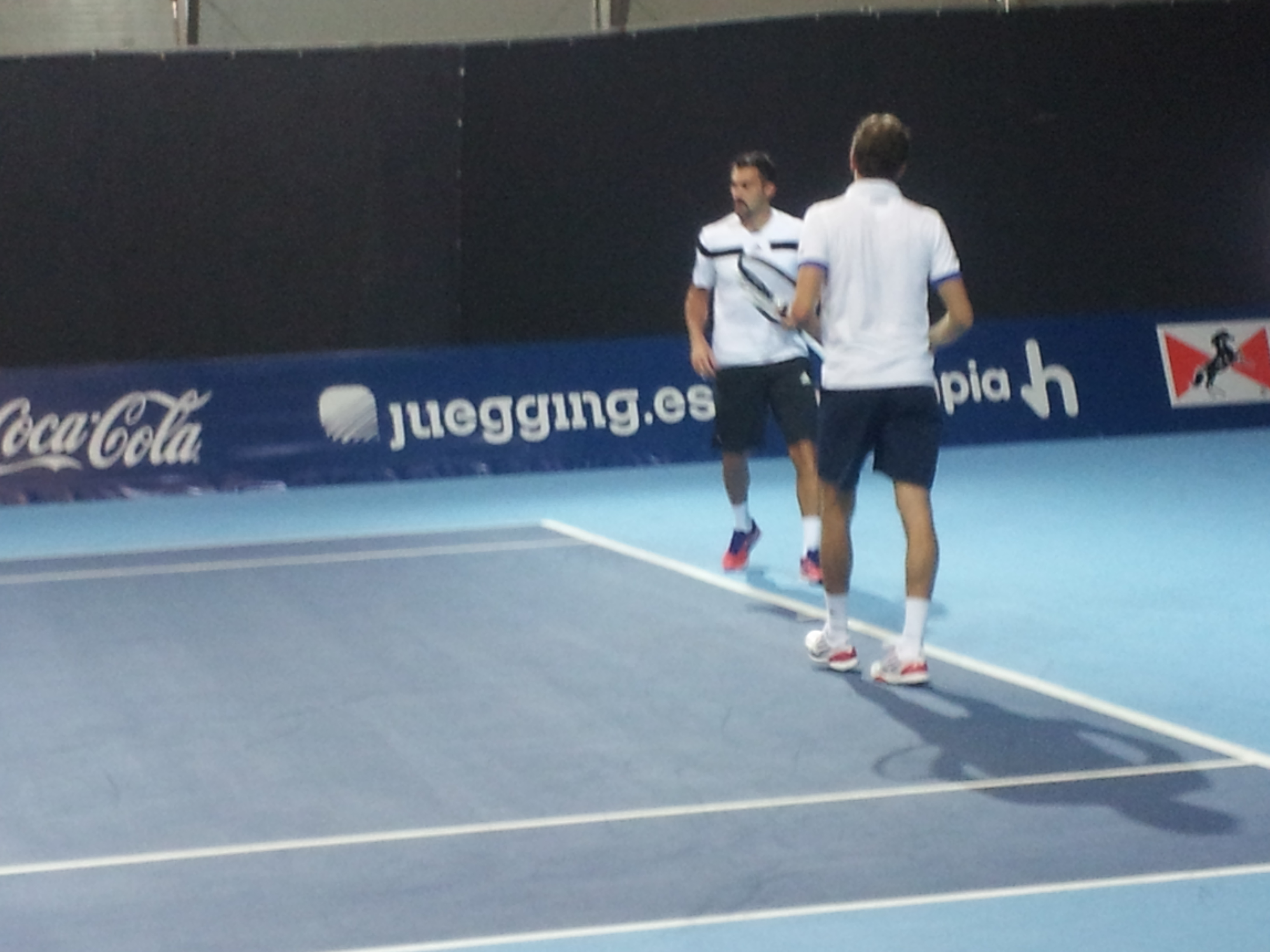
Utkání čtyřhry, 2013
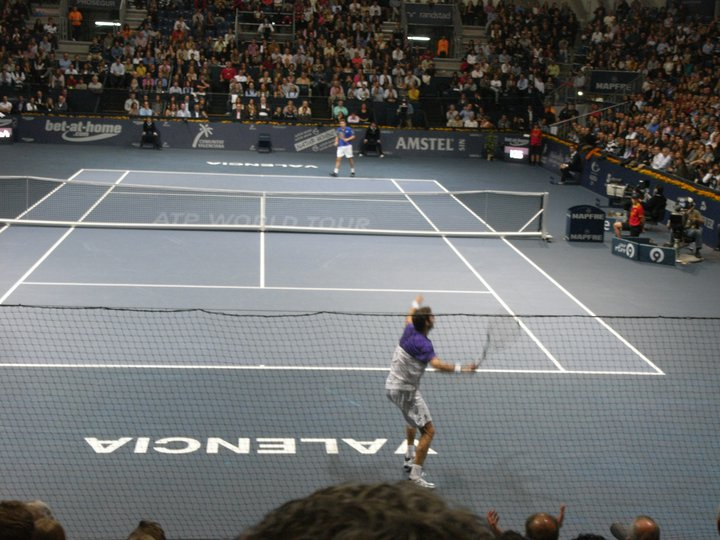
Utkání dvouhry, 2010
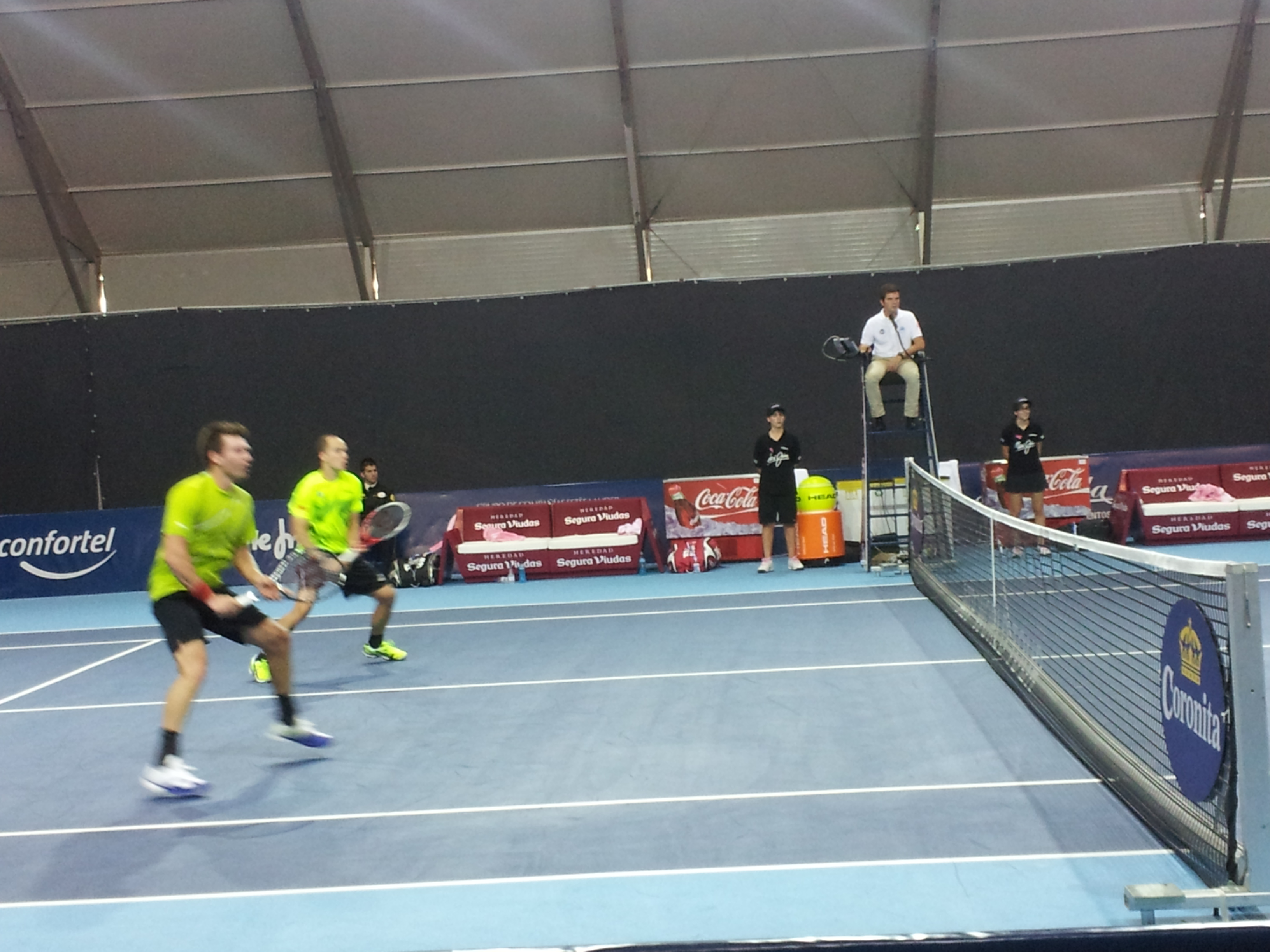
Utkání čtyřhry, 2013